# 시편 16편
시편 16편은 16번째 시편이다. 그리스어 칠십인역과 라틴어 불가타 성경 번역에서 사용되는 약간 다른 번호 체계에서 이 시편은 시편 15편이다. 라틴어 버전은 "Conserva me Domine"으로 시작한다.
이 시편은 다윗의 것으로 간주되며 "다윗의 믹담"으로 묘사된다. 시편 56-60편도 이 제목을 공유한다. 사라 호이트(Sarah Hoyt)는 이 용어를 "모호함"이라고 설명한다. 셈어 학자 폴 하우프트(Paul Haupt)는 이것이 "박자에 의해 제한됨" 또는 "시적 척도에 부합함"을 의미할 수 있다고 이야기한다. 시편은 유대교, 가톨릭, 성공회, 동방정교회, 개신교 전례의 정규적인 부분을 이룬다.

## 내용
1. 하나님이여 나를 지켜 주소서 내가 주께 피하나이다
2. 내가 여호와께 아뢰되 주는 나의 주님이시오니 주 밖에는 나의 복이 없다 하였나이다
3. 땅에 있는 성도들은 존귀한 자들이니 나의 모든 즐거움이 그들에게 있도다
4. 다른 신에게 예물을 드리는 자는 괴로움이 더할 것이라 나는 그들이 드리는 피의 전제를 드리지 아니하며 내 입술로 그 이름도 부르지 아니하리로다
5. 여호와는 나의 산업과 나의 잔의 소득이시니 나의 분깃을 지키시나이다
6. 내게 줄로 재어 준 구역은 아름다운 곳에 있음이여 나의 기업이 실로 아름답도다
7. 나를 훈계하신 여호와를 송축할지라 밤마다 내 양심이 나를 교훈하도다
8. 내가 여호와를 항상 내 앞에 모심이여 그가 나의 오른쪽에 계시므로 내가 흔들리지 아니하리로다
9. 이러므로 나의 마음이 기쁘고 나의 영도 즐거워하며 내 육체도 안전히 살리니
10. 이는 주께서 내 영혼을 스올에 버리지 아니하시며 주의 거룩한 자를 멸망시키지 않으실 것임이니이다
11. 주께서 생명의 길을 내게 보이시리니 주의 앞에는 충만한 기쁨이 있고 주의 오른쪽에는 영원한 즐거움이 있나이다

### 히브리어 버전
| 절 | 내용                                                                   |
| -- | ---------------------------------------------------------------------- |
| 1  | .מִכְתָּם לְדָוִד: שָׁמְרֵנִי אֵל, כִּי-חָסִיתִי בָךְ                                      |
| 2  | .אָמַרְתְּ לַיהוָה, אֲדֹנָי אָתָּה; טוֹבָתִי, בַּל-עָלֶיךָ                                  |
| 3  | .לִקְדוֹשִׁים, אֲשֶׁר-בָּאָרֶץ הֵמָּה; וְאַדִּירֵי, כָּל-חֶפְצִי-בָם                             |
| 4  | :יִרְבּוּ עַצְּבוֹתָם, אַחֵר מָהָרוּ: .בַּל-אַסִּיךְ נִסְכֵּיהֶם מִדָּם; וּבַל-אֶשָּׂא אֶת-שְׁמוֹתָם, עַל-שְׂפָתָי |
| 5  | .יְהוָה, מְנָת-חֶלְקִי וְכוֹסִי-- אַתָּה, תּוֹמִיךְ גּוֹרָלִי                               |
| 6  | .חֲבָלִים נָפְלוּ-לִי, בַּנְּעִמִים; אַף-נַחֲלָת, שָׁפְרָה עָלָי                              |
| 7  | .אֲבָרֵךְ--אֶת-יְהוָה, אֲשֶׁר יְעָצָנִי; אַף-לֵילוֹת, יִסְּרוּנִי כִלְיוֹתָי                     |
| 8  | .שִׁוִּיתִי יְהוָה לְנֶגְדִּי תָמִיד: כִּי מִימִינִי, בַּל-אֶמּוֹט                             |
| 9  | .לָכֵן, שָׂמַח לִבִּי--וַיָּגֶל כְּבוֹדִי; אַף-בְּשָׂרִי, יִשְׁכֹּן לָבֶטַח                          |
| 10 | .כִּי, לֹא-תַעֲזֹב נַפְשִׁי לִשְׁאוֹל; לֹא-תִתֵּן חֲסִידְךָ, לִרְאוֹת שָׁחַת                       |
| 11 | :תּוֹדִיעֵנִי, אֹרַח חַיִּים: .שֹׂבַע שְׂמָחוֹת, אֶת-פָּנֶיךָ; נְעִמוֹת בִּימִינְךָ נֶצַח              |

## 구성
찰스와 에밀리 브릭스는 내용을 다음과 같이 요약했다.
시편 16편은 믿음의 시편이다. 시편 기자는 그의 주권자이신 여호와께 피난처를 찾았으며 최고의 복지를 구했다(1-2절). 그의 기쁨은 그의 성도들에게 있다(3절). 변절자들에게는 많은 근심거리가 있고 그는 그들과 그들의 경건치 않은 예배를 멀리한다(4절). 여호와는 아름다운 곳에서 그의 분깃이요 그의 유업이시라(5-6절). 그는 그분의 조언(7절)과 지속적으로 도움이 되는 임재(8절)를 즐긴다. 그는 기뻐하고 안전하며(9절), 여호와께서 그를 스올에 버리지 아니하시고(10절) 그의 면전에서 영원히 그에게 생명과 기쁨을 주실 것을 확신한다(11절).
브릭스에 따르면, 이 시편의 저자는 예레미야 23:6, 33:16; 신명기 33:12; 문구와 개념에 대한 에스라서, 시편은 페르시아 시대(즉, BCE 539년 이후)에 기록되었을 가능성이 크다.